# Александър Вълчев (инженер)
Александър Вълчев Георгиев е български инженер, основател и дългогодишен директор на Националния политехнически музей.

## Биография
Роден е в Годеч на 10 август 1941 година. Син е на Вълчо Георгиев, работил като полицай преди Деветосептемврийския преврат, а след това като каменоделец на надгробни паметници. Има по-малка сестра Гергана Вълчева, родена през 1947 година.
Вълчев завършва средното си образование в родния си град. През 1966 година се дипломира във ВМЕИ, София като машинен инженер. От 1966 до 1969 година работи като преподавател в Ихтиман. През 1969 година основава Националния политехнически музей и до 1979 година остава негов директор и отново е назначен на този пост през 1992 г. до пенсионирането си през 2004 година. Александър Вълчев събира над 34 години трудов стаж в системата на Министерството на културата.
На 9 април 2010 година на пенсионирания вече Александър Вълчев е открит рак на бъбрек. На 26 април е опериран в Александровската болница и се възстановява до лятото, но същевременно лекарите откриват разсейки в белия дроб и костите.
През октомври 2011 година министърът на културата Вежди Рашидов връчва на Вълчев ордена „Златен век“. След това състоянието му рязко се влошава. Александър Вълчев издъхва в 6.30 часа сутринта на 5 април 2012 година. Погребан е на Централните софийски гробища в алеята на дейците, допринесли за развитието на културата.

## Семейство
Александър Вълчев се жени през 1967 година за Жанета Вълчева, по-късно заместник-директорка на Музикалното училище в София. Има 2 сина – Кирил Вълчев (роден през 1973 г., юрист и журналист) и Павел Вълчев (роден през 1976 година, социолог). Александър Вълчев оставя 4 внука: Александър Вълчев (1998), Ана Мария Вълчева (2004), Боян Вълчев (2006) и Калина Вълчева (2008).

## Избрана библиография
- „Среща с непреходните богатства на България“, 1995 (бълг. и англ.) и 2000 (англ.)
- „Музеите в България – Каталог“, 2000.
- „Маршрути на културния туризъм. Източна България“, 2006.
- „В пламъка на творчеството“